# Primera Batalla de Zúrich
En la Primera Batalla de Zúrich, del 4 al 7 de junio de 1799, el general francés André Masséna se vio forzado a ceder la ciudad a los austríacos bajo el mando del archiduque Carlos y retirarse más allá del Limago, donde logró fortalecer sus posiciones, lo que resultó en un estancamiento.
La República Helvética en 1798 se convirtió en un campo de batalla en las Guerras Revolucionarias Francesas. Durante el verano, las tropas rusas al mando del general Korsakov reemplazaron a las tropas austriacas, y en la Segunda Batalla de Zúrich, los franceses recuperaron el control de la ciudad, junto con el resto de Suiza.

## Trasfondo

### Situación política y diplomática

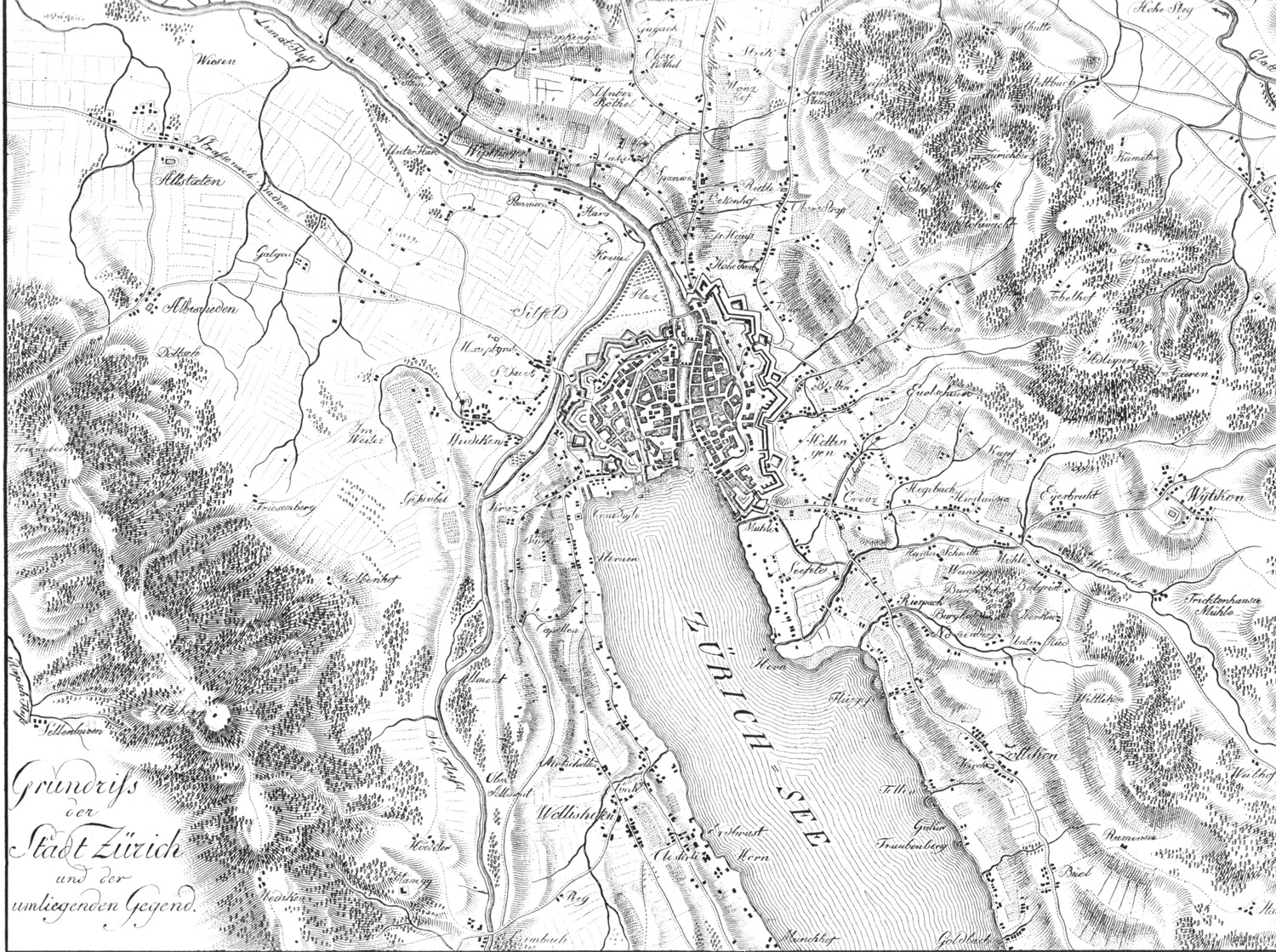
Mapa de Zúrich, 1800

En un principio, los gobernantes de Europa vieron a la revolución en Francia como un acontecimiento que concernía solamente al rey francés y sus súbditos, y no algo en lo que tendrían que interferir. Sin embargo, cada vez las ideas revolucionarias se hacían más fuertes y en agosto de 1791, en una reunión entre nobles franceses y Federico Guillermo II de Prusia, se emitió la Declaración de Pillnitz, en la que se declaraba que los intereses de los monarcas de Europa eran los mismos que los intereses de Luis y su familia. Amenazaron con consecuencias ambiguas, pero bastante graves, si algo le sucedía a la familia real. La posición francesa se volvió cada vez más compleja. Agravando aún más los problemas en las relaciones internacionales, los émigrés franceses continuaron moviéndose para lograr una contrarrevolución desde el extranjero. El 20 de abril de 1792, la Convención Nacional Francesa declaró la guerra a Austria. En esta Guerra de la Primera Coalición (1792-1798), Francia se enfrentó a la mayoría de los estados europeos con los que compartía fronteras terrestres o marítimas, además de Portugal y el Imperio Otomano. Aunque las fuerzas de la Coalición lograron varias victorias en Verdún, Kaiserslautern, Neerwinden, Maguncia, Amberg y Wurzburgo, los esfuerzos de Napoleón Bonaparte en el norte de Italia hicieron retroceder a las fuerzas austriacas y dieron como resultado la negociación de la Paz de Leoben (17 de abril de 1797) y el posterior Tratado de Campo Formio (17 de octubre de 1797).
El tratado reunió a las partes involucradas en una pequeña ciudad en el centro de Renania, Rastatt, para resolver detalles territoriales y remunerativos. El Congreso se descarriló rápidamente en irreconciliables posturas diplomáticas. Los franceses exigieron aún más territorio de lo acordado en un principio. Los austríacos eran reticentes a ceder los territorios designados. Así, se fueron agravando cada vez más los problemas del Congreso, ya que aumentaron las tensiones entre Francia y la mayoría de los aliados de la Primera Coalición. Fernando de Nápoles se negó a pagar el tributo acordado a Francia, y sus súbditos siguieron esta negativa con una rebelión. Los franceses invadieron Nápoles y establecieron la República Partenopea. Un levantamiento republicano en los cantones suizos, alentado por la República Francesa que ofreció apoyo militar, condujo al derrocamiento de la Confederación Suiza y al establecimiento de la República Helvética. El Directorio francés estaba convencido de que los austríacos planeaban comenzar otra guerra. De hecho, cuanto más débil parecía la República Francesa, más seriamente los austriacos, los napolitanos, los rusos y los ingleses discutían esta posibilidad. A mediados de la 
primavera, los austriacos llegaron a un acuerdo con el zar Pablo de Rusia por el cual el legendario Alexander Suvorov saldría de su retiro para ayudar a Austria en Italia con otras 60.000 tropas.

### Estallido de la guerra en 1799
La estrategia militar del Directorio francés en 1799 requería campañas ofensivas en todos los frentes: Italia central, Italia septentrional, los cantones suizos, la Alta Renania y Holanda. En teoría, los franceses tenían una fuerza combinada de 250.000 soldados, pero esto estaba en el papel, no en el campo. Cuando llegó el invierno en 1799, el general Jean-Baptiste Jourdan y el Ejército del Danubio, con una fuerza, en teoría, de 50.000 hombres, pero con una fuerza real de 25.000 hombres, cruzaron el Rin entre Basilea y Kehl el 1 de marzo. Este cruce violó oficialmente el Tratado de Campo Formio. El Ejército del Danubio avanzó a través de la Selva Negra y, a mediados de marzo, estableció una posición ofensiva en el borde norte y occidental de la meseta suiza junto al pueblo de Ostrach. André Masséna ya había entrado en Suiza con su fuerza de 30.000 hombres y pasó con éxito entre los Alpes de Grisones, Coira y Finstermünz en el Río Eno. Teóricamente, su flanco izquierdo iba a unirse con el flanco derecho de Jourdan, comandado por Pierre Marie Barthélemy Ferino, en la orilla oriental del Lago de Constanza.

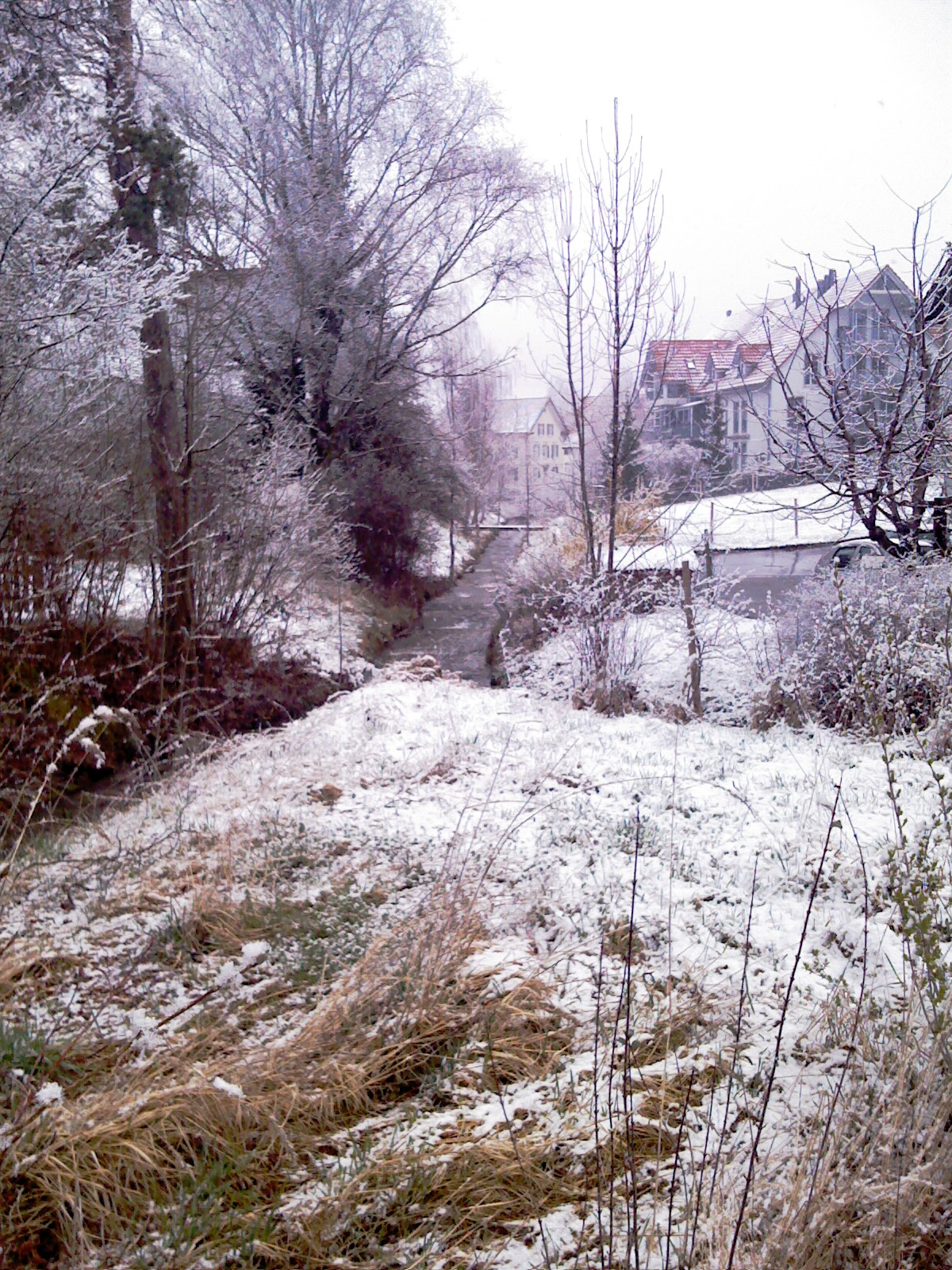
En Elgg, Hotze estableció sus puestos de avanzada; a pesar de que la nieve del invierno se había derretido, el suelo todavía estaba empapado y los arroyos seguían fluyendo por completo en primavera.

Los austríacos dispusieron su ejército en una línea desde Tirol hasta el Danubio. Una fuerza de 46.000 hombres, al mando del Conde Heinrich von Bellegarde, formó la defensa de Tirol. Otra pequeña fuerza austríaca de 26 000 hombres comandadas por Friedrich Freiherr von Hotze custodiaba Vorarlberg. El principal ejército austríaco (cerca de 80.000 soldados), bajo el mando del archiduque Carlos, había pasado el invierno en los territorios de Baviera, Austria y Salzburgo en el lado este del río Lech. En las batallas de Ostrach (21 de marzo) y Stockach (25 de marzo), la principal fuerza austriaca hizo retroceder al Ejército del Danubio hacia la Selva Negra. Carlos hizo planes para cruzar el Alto Rin en la ciudad suiza de Schaffhausen. Friedrich Freiherr von Hotze trajo una parte (aproximadamente 8.000 hombres) de su fuerza al oeste, dejando el resto para defender Vorarlberg. Al mismo tiempo, Friedrich Joseph, conde de Nauendorf, llevó el ala izquierda de la principal fuerza austriaca a través del Rin por Eglisau. Ellos planearon unirse al principal ejército austríaco, para así controlar los puntos de acceso del norte de Zúrich y forzando un enfrentamiento con Masséna.
A mediados de mayo, la moral francesa estaba por los suelos. Ya que habían sufrido pérdidas terribles en Ostrach y Stockach, aunque las bajas se habían compensado con refuerzos. Dos oficiales superiores del Ejército del Danubio, Charles Mathieu Isidore Decaen y Jean-Joseph Ange d'Hautpoul, se enfrentaron a un consejo de guerra por cargos de mala conducta, presentados por su oficial superior, Jourdan. Jean-Baptiste Bernadotte y Laurent de Gouvion Saint-Cyr estaban enfermos, o, por lo menos, afirmaron estarlo, y abandonaron los campamentos del ejército para recuperar su salud. La fuerza de Masséna fue repelida por el ejército de Hotze en Feldkirch, y se vio obligada a retroceder, y el fracaso de LeCourbe en avanzar y empujar la fuerza austriaca de Bellegarde en Tirol, significó que Masséna tuvo que retirar su ala sur, así como su ala central y norte, para mantener la comunicación con los ejércitos que se retiraban en sus flancos. Para este punto, además, los suizos se rebelaron nuevamente, esta vez contra los franceses, y Zúrich se convirtió en la última posición defendible que Masséna podía tomar.

### Disposiciones Tácticas
Después de expulsar al Ejército del Danubio de la parte norte de la meseta suiza (el territorio al norte del Rin y al sur del Danubio) tras las batallas de Ostrach y Stockach, la considerable fuerza del archiduque Carlos (unos 110.000 hombres) cruzó el Danubio, al oeste de Schaffhausen, y se preparó para unirse al cuerpo de Friedrich von Hotze en Vorarlberg, antes de llegar a Zúrich. Durante el mes de mayo, André Masséna, ahora comandante del Ejército francés de Helvetia y del Ejército del Danubio, comenzó a retirar sus fuerzas para concentrarse en Zúrich. Carlos cruzó el Rin en Stein con un cuerpo de 21 batallones y 13 escuadrones al mando de Nauendorf el 20 de mayo, mientras que dos días más tarde en la noche, Hotze cruzó en Meiningen y Balzers con 18 batallones y 13 escuadrones. El 23 de mayo, el Archiduque condujo 15 batallones y 10 escuadrones más sobre el Rin en Büsingen. Al enterarse de este doble avance, Masséna aprovechó la oportunidad para abrir una brecha entre los dos comandos austriacos y el 25 de mayo lanzó ataques contra las fuerzas de Hotze al este y contra las de Nauendorf al norte. Las tropas de avanzada de Hotze, al mando de Franz Petrasch, fueron expulsadas de Frauenfeld por Soult, mientras que el archiduque Michel Ney vio resistencia en Winterthur, y terminó apoderándose de Andelfingen y haciendo a Nauendorf retirarse de Pfyn. A pesar de que los franceses se vieron obligados a retirarse ante la aparición de las reservas austriacas, con una pérdida de tan solo 771 hombres, lograron infligir unas 2.000 bajas e hicieron prisioneros a 3.000 austriacos.
El 27 de mayo Ney fue herido y sus hombres expulsados de Winterthur, Masséna desde entonces concentró sus fuerzas en Zúrich, siendo presionado de cerca por el Archiduque Carlos y Hotze.
A finales de mes, los franceses estaban posicionados: la División de Soult estaba en Zürichberg, con vistas hacia el campo abierto al norte, desde un campamento atrincherado construido por Andréossi. A su izquierda, la División de Oudinot estaba de apoyo, con la brigada de Gaza en la propia ciudad de Zúrich. La División de Tharreau continuó la línea a través del Aar, con tropas al mando de Lorge que custodiaban la izquierda del Rin hasta Basilea. A la derecha de Soult, Chabran protegía el sur del lago de Zúrich, con puestos avanzados extendidos para conectar con las tropas de Lecourbe en Lucerna y el valle de Andermatt. En total había unas 52.000 tropas francesas y suizas. Los atrincheramientos en Zürichberg estaban en un semicírculo de 5 millas de largo desde Riesbach a Hongg, pero estaban incompletos.
Carlos decidió lanzar su ataque principal por la ruta más segura (aunque más difícil), directamente contra Zürichberg en su izquierda y centro, sosteniendo su banda derecha hacia atrás para proteger su línea de retirada.

## Avance de Jelačić contra Witikon

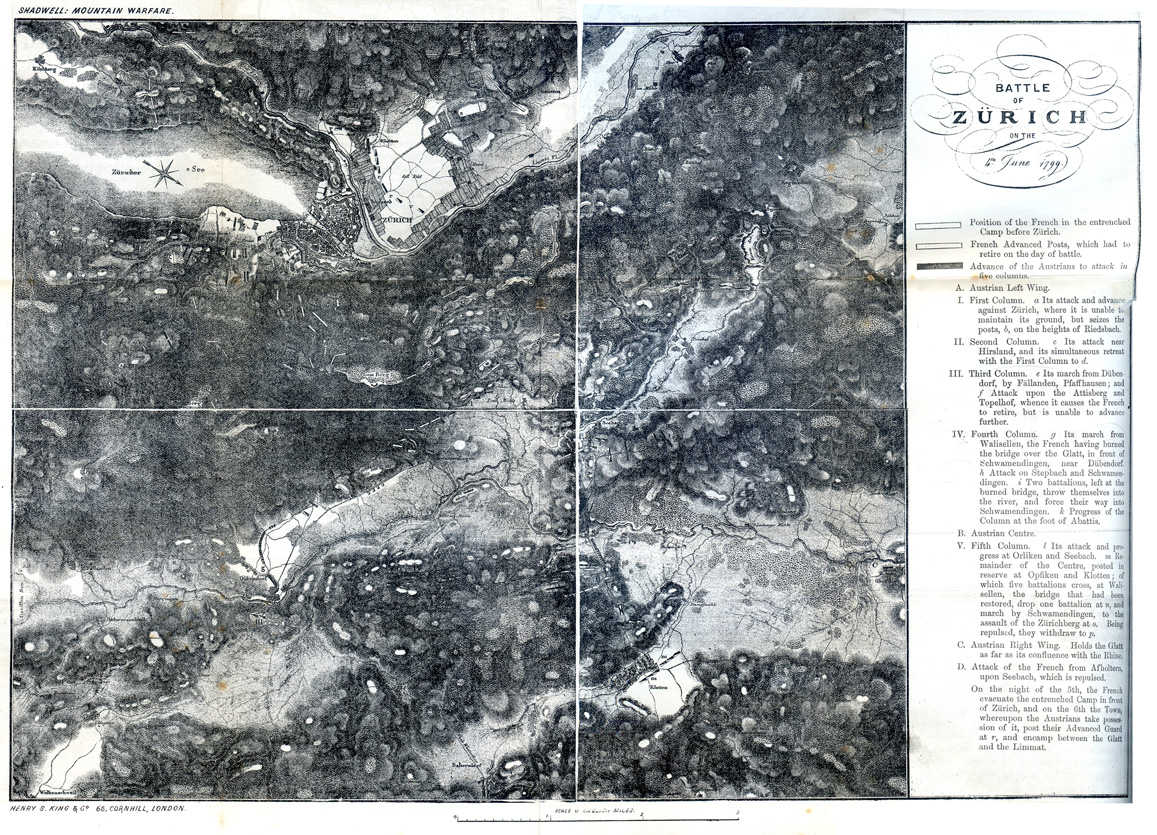
Mapa de la Primera Batalla de Zúrich, 4 de junio de 1799

El 2 de junio, el archiduque Carlos se dio cuenta de que la vanguardia de Hotze al mando de Jelačić avanzaba contra las principales posiciones francesas cerca de Witikon, y envió un mensaje ordenándole que no atacara hasta que todas sus otras tropas estuvieran listas; sin embargo, a partir de las 3:00 a. m. del 3 de junio, antes que llegara el mensaje, Jelačić ya estaba chocando contra la brigada de Humbert y la acción pronto se convirtió en una lucha desesperada. Después de 4 horas, los hombres de Soult fueron expulsados de Witikon y la lucha continuó durante todo el día. Cuando las cosas empezaron a complicarse para Soult, Masséna lideró un contraataque a la cabeza de sus granaderos de reserva. Los esfuerzos combinados finalmente hicieron retroceder a los austriacos y aseguraron el campo después de una lucha sangrienta, los franceses perdieron 500 hombres entre muertos y heridos, incluido el jefe de Estado Mayor de Masséna, Chérin, quien fue herido de muerte.

## Ataque de Zürichberg
Al día siguiente, el 4 de junio, Carlos cruzó el Glatt y lanzó un amplio ataque en cinco columnas:
- A la izquierda austriaca, la Primera columna al mando de Jelačić (cinco batallones y tres escuadrones) marcharon contra Zúrich a lo largo de la carretera principal y logró atravesar la puerta de Rapperswil, pero fueron rechazados por la brigada de Gaza de la División de Oudinot y, a pesar de los repetidos ataques, no avanzaron más.
- A su derecha, la Segunda Columna al mando de Bey (cuatro batallones y tres escuadrones) se apoderaron del pueblo de Hirslanden e intentaron subir las laderas; sin embargo, los franceses al mando de Brunet contraatacaron y obligaron a los austríacos a retroceder y unirse con la Primera Columna.
- La Tercera Columna bajo el mando del Príncipe de Lorena, Karl Eugen, descubrió que su ruta directa era impráctica y se desvió a través de Fällanden y Pfaffhausen. Sin embargo, el ataque fracasó ante el fuego desde los atrincheramientos.
- La Cuarta Columna al mando de Hotze (siete batallones y 12 escuadrones) cruzó el Glatt en Dübendorf por detrás de la tercera columna, y avanzando a través de Stettbach, expulsó a los franceses de Schwamendingen.
- La Quinta Columna bajo el mando del Príncipe de Reuss, Enrique XV, (10 batallones y 20 escuadrones) se trasladó a Seebach y Oerlikon y luego delegó parte de su mando a Franz Seraph von Orsini-Rosenberg a su izquierda en Oerlikon para unirse al asalto a Zúrich.

Oudinot, a pesar de que le faltaba la mitad de sus efectivos en Zúrich, se lanzó sobre Rosenberg, intentando avanzar por el flanco austríaco. Después de una lucha encarnizada. los franceses fueron rechazados, Oudinot abandonó el campo, ya que fue herido en el pecho. El flanco derecho de Carlos, bajo el mando de Nauendorf (15 batallones y 9 escuadrones), permaneció retenido para proteger Glattfelden.
En Zürichberg, la División de Soult fue asaltada por tres columnas y atrapada en sus trincheras. Los repetidos asaltos fueron rechazados y la lucha se empantanó en un intenso tiroteo. A las 2:00 p. m., Carlos reunió a cinco batallones de su reserva, incluida su propia Guardia de honor, y ordenó a Olivier, Conde de Wallis, que los dirigiera hacia la colina. Dejando a un batallón para vigilar los puentes, Wallis condujo a los otros cuatro por un barranco estrecho y empinado contra las defensas francesas. El combate se transformó en un combate cuerpo a cuerpo, con los soldados usando las culatas de sus mosquetes contra los abatís franceses.
Al final, a las 8:00 p. m., después de una lucha desesperada, los austriacos pudieron abrirse paso y entrar por detrás del campamento. Espada en mano, Soult se colocó al frente de algunas tropas y lanzaron un contraataque contra la retaguardia de la columna austriaca y los empujaron de regreso al pie de la colina. Masséna instó a su artillería a doblar sus esfuerzos y aumentó su reserva de granaderos. El ataque austríaco se desmoronó; los que estaban en el campamento se dispersaron, los que estaban detrás fueron expulsados.
En el transcurso del día, Carlos perdió 2.000 hombres, incluidos a tres generales, que fueron heridos, y 1.200 hombres fueron hechos prisioneros. Los franceses perdieron más de 1.200 hombres entre muertos y heridos.

## Consecuencias
Después de la sangrienta lucha del 4 de junio, Carlos retrocedió una corta distancia para recuperarse e idear un segundo ataque para el 6 de junio. Masséna, el 5 de junio, se reagrupó, y esa noche cuando los austríacos se reunieron para atacar, abandonó Zúrich con el objetivo de tomar una posición más fortalecida, abandonando 28 cañones incautados de Zúrich. Sus fuerzas ahora estaban más concentradas, mientras que el lago obligaría a su oponente a dividir sus fuerzas.
El segundo día de batalla nunca llegó. Al mediodía del 6 de junio, tras una discusión entre las partes, se permitió a los franceses salir de Zúrich, Masséna se retiró al Uetliberg y dispuso su línea a lo largo de las orillas del Limago. En Zúrich, Carlos encontró 150 cañones de varios calibres. El resultado de la batalla también dañó las relaciones austro-rusas, porque Carlos no pudo continuar y aprovechar la derrota francesa.
En términos de personal, ambos bandos perdieron un general: Louis Nicolas Hyacinthe Chérin y Olivier Wallis.

## Lectura recomendada
- Gardiner, T. (1812), The history of the campaigns in the years 1796, 1797, 1798 and 1799, in Germany, Italy, Switzerland, & c. Illustrated with sixteen maps and plans of the countries and fortresses III (second, in IV volumes edición), London, pp. 169–176.

- Datos: Q575973
- Multimedia: First Battle of Zurich / Q575973